# Stazione di Postumia
La stazione di Postumia (in sloveno Postojna) è una stazione ferroviaria posta sulla linea Trieste-Vienna; serve l'omonima città.

## Storia
La stazione fu attivata il 28 luglio 1857, all'apertura della tratta da Lubiana a Trieste, che completava la linea Trieste-Vienna.
Dopo la prima guerra mondiale, con l'annessione della zona al Regno d'Italia, la stazione divenne confine fra le Ferrovie dello Stato italiane e le JDŽ, assumendo il nome di Postumia Grotte. Durante la seconda guerra mondiale la stazione fu assegnata al capitano Francesco Mansutti
Dopo la seconda guerra mondiale la stazione passò alla rete jugoslava (JŽ), venendo ribattezzata Postojna, analogamente al centro abitato.
Dal 1991 appartiene alla rete slovena (Slovenske železnice).